# De Tempel (Den Haag)

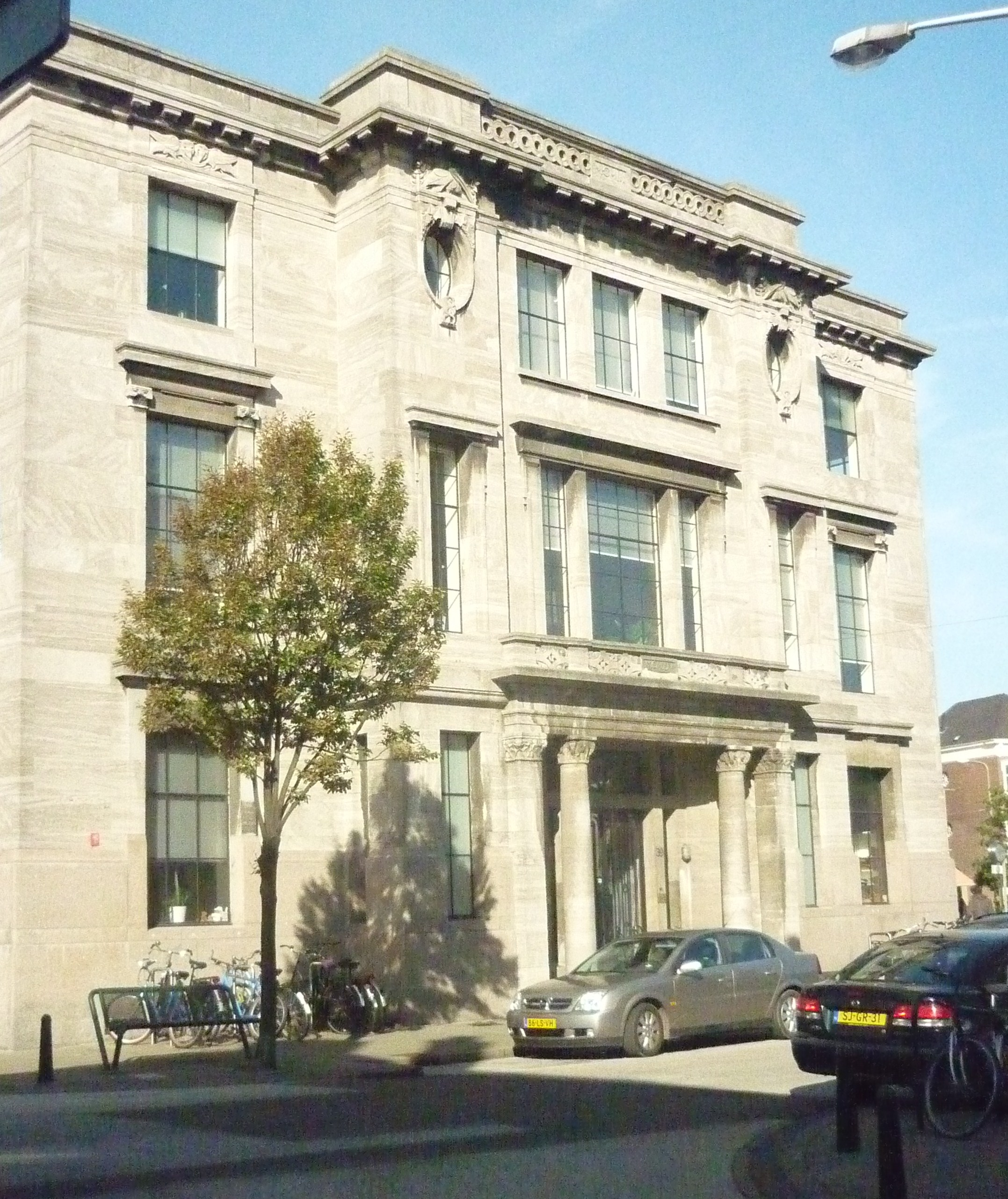
Na de renovatie van 2011

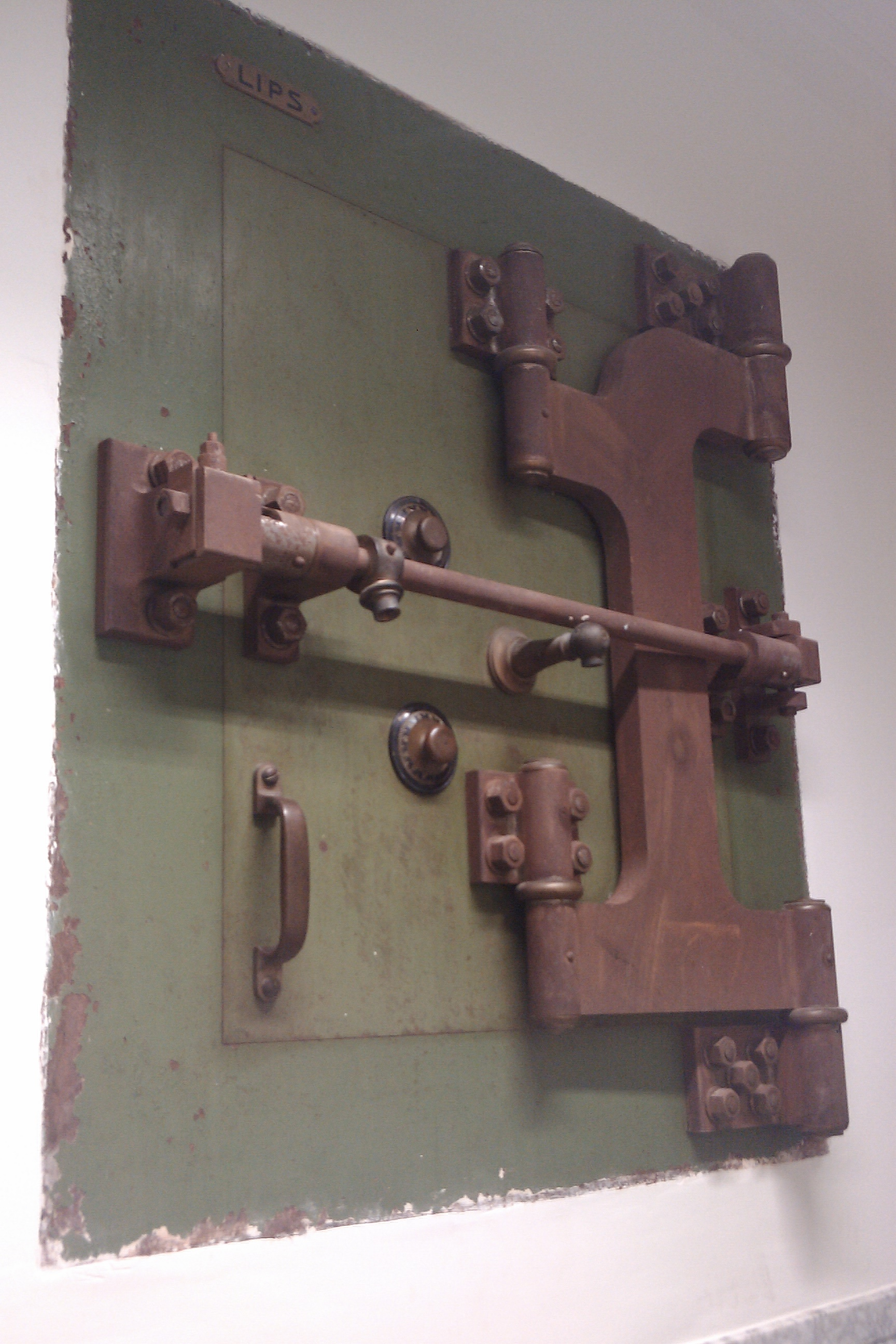
De kluisdeur

De Tempel is een voormalig bankgebouw aan de Prins Hendrikstraat 39, in het Zeeheldenkwartier van Den Haag. Het is een rijksmonument.

## Geschiedenis
Het gebouw werd in 1915 ontworpen door architect F.A. Bodde voor de Haagsche Commissie Bank. Het staat ook bekend als Huize Meijer de Vries vanwege de tijd dat er een tehuis voor zestig dementerende dames in was gevestigd. Van 1987 tot 2005 was er een discotheek van de Bhagwanbeweging genaamd De Tempel in het pand ondergebracht.

## Stijl
De stijl is die van de Um 1800 Bewegung. De gevel is versierd met beeldhouwwerk van Jan Altorf. Binnen zijn houten en marmeren lambriseringen. Er is een grote daglichtbox met glas-in-lood in het dak waardoor ook de hall op de begane grond verlicht wordt.

## Renovatie
Het pand is eigendom van een vastgoedbedrijf en sinds 2011 in gebruik bij de afdeling archeologie van de gemeente. De marmeren hall met de betraliede loketten herinneren aan de bank en in de voormalige bankkluis, waar het archeologisch depot is, heerst het hele jaar door een constante, koele temperatuur. Het pand is gerenoveerd met opdracht het met behoud van alle stijlkenmerken energiezuiniger te maken. De buitenkant van het gebouw heeft ook na de renovatie nog stalen kozijnen en enkel isolatieglas en de glas-in-lood partijen zijn gehandhaafd. Ook aan de binnenzijde zijn de oorspronkelijke details niet verloren gegaan. Het pand wordt nu verwarmd door de zon, en het warmteoverschot wordt opgeslagen om in de wintermaanden gebruikt te worden. Het overschot aan warmte en koude wordt opgeslagen in ondergrondse bronnen op 60 en 80 meter diepte. Warmte en koude worden via vloer- en wandverwarming afgegeven aan de ruimtes. 